# Боре (Ардеш)
Боре (фр. Borée) је насељено место у Француској у региону Рона-Алпи, у департману Ардеш.
По подацима из 2011. године у општини је живело 165 становника, а густина насељености је износила 5,96 становника/km².

## Демографија
| 1962. | 1968. | 1975. | 1982. | 1990. | 2011. |
| ----- | ----- | ----- | ----- | ----- | ----- |
| 476   | 408   | 301   | 225   | 193   | 165   |